# Памятник Забел Есаян
Памятник Забел Есаян (арм. Զաբել Եսայանի հուշարձան) — скульптурная композиция, изображающая в натуральный рост известную армянскую писательницу, переводчицу и литературного критика Забел Есаян. Расположен в селе Прошян Котайкской области Армении на территории Международного центра исследований и образования в области агробизнеса, названного в её же честь.
Проект был реализован благотворительной онлайн-галереей «Armenian Artists Project» по инициативе и при спонсорской поддержке представителей армянской диаспоры в Бостоне Виктора Заругяна и Джудит Сарьян.

## История
В 2021 году американские филантропы, представители бостонской армянской диаспоры, Виктор Заругян и Джудит Сарьян заказали оригинальный памятник, посвящённый армянской писательнице Забел Есаян.
Церемония открытия памятника состоялась 9 октября 2022 года в парке при Международном центре агробизнеса имени Забел Есаян. Во вступительной речи Джудит Сарьян перечислила важные эпизоды биографии писательницы, особо подчеркнув большой её вклад в защиту прав армянского народа, особенно женщин.
На церемонии открытия выступил вокальный ансамбль «Наирян», художественный руководитель которого Наира Мугдусян впервые презентовала письмо Забель Есаян своей дочери, дублируя своё выступление на языке жестов.

## Описание
Памятник представляет из себя бронзовую скульптуру Забел Есаян, стоящей на небольшом мостике. Правой рукой писательница прижимает книгу к своей груди, что символизирует её интеллектуальные способности и любовь к литературе. Левая рука опущена и сжата в кулак, символизируя боевой дух и непокорный характер женщины.
Мост-пьедестал является символом связи между Западной и Восточной Арменией, а сама Есаян — одним из её ключевых звеньев.
Памятник Забел Есаян является единственным в Армении, посвящённым конкретной женщине, остальные (например, Мать-Армения) — лишь придуманные символы.